# Аббад I (емір Севільї)
Аббад I (*984 — 25 січня 1042) — 1-й емір Севільської тайфи в 1023—1042 роках. Повне ім'я Абу'л-Касим Мухаммад ібн Аббад (араб. أبو القاسم بن عباد). Відомий також як Мухаммад I.

## Життєпис
Походив з роду Аббадитів. Син Ісмаїла ібн Аббада, каді Севільї, який з 1013 року поступово зосереджував у своїх руках владу в місті. З початку 1020-х років Абу'л-Касим Мухаммад стає також каді. 1021 халіф Ях'я аль-Муталі призначив його валі Севільської тайфи. 1023 року після повалення останнього став фактично незалежним правителем. 1027 відбив напад на Севілью Ях'ї I, еміра Малаги.
1030 року в союзі з Кармонською тайфою в битві біля Бежу завдав поразки коаліції бадахоської та мертольської армій. Після чого було захоплено саме місто, а його мешканців знищено. 1031 після повалення халіфа Гішама III прийняв титул еміра. 1033 або 1034 року бадахоське військо підступно напало на загін Ісмаїла, сина Аббада I, який ледве врятувався.
1035 року почалися прикордонні сутички з Малазькою тайфою. Того ж року надав допомогу Кармонській тайфі у війні з еміром Малаги. Невдовзі оголосив якогось простолюдина вижившим халіфом Гішамом II. За допомогою цього Псевдо-Гішама спробував захопити Кордову, але 1036 року зазнав поразки.
1039 року в битві біля Есіхи зазнав поразки від коаліції Гранадської, Альмерійської, Малазькою, Кармонської тайф. Втім до кінця життя вів війни проти Мертольської та Гранадської тайф.
Помер 1042 року. Трон успадкував його син Аббад II.